# Peter Delano
Peter Franklin Delano (* 28. September 1976 in New York City) ist ein US-amerikanischer Jazzpianist und Komponist.
Peter Delano galt zu Beginn seiner Karriere in den 1990er Jahren als Wunderkind. Mit dem Jazz kam durch die Musik von Thelonious Monk, McCoy Tyner und Keith Jarrett in Berührung; mit 12 Jahren war er jüngster Teilnehmer im New School Jazz Program. Zunächst spielte er kurze Zeit in der Jazz-Rap-Formation Digable Planets und studierte 1988–1990 bei Garry Dial; 1993 graduierte er an der Collegiate High School in Manhattan. Entdeckt wurde er von Guy Eckstine, Sohn des Bigband-Leaders und Sänger Billy Eckstine. 1993 konnte Delano sein Debütalbum mit eigenen Kompositionen für Verve einspielen, an dem Gary Bartz, Michael Brecker, Tim Hagans, Ira Coleman, Jay Anderson und Lewis Nash mitwirkten. 
Nach weiteren Kursen und dem Besuch der New School begann er ein Studium an der Columbia University; daneben nahm er ein zweites Album (Biting for the Apple) u. a. mit Gary Peacock auf. Delano trat seit 1988 mit Musikern wie Chris Potter, Craig Handy, Dick Oatts, Joe Locke, Ray Mantilla, Eddie Gomez, Tomas Ulrich, Adam Nussbaum und Joe Chambers auf, außerdem als Solist im New Yorker Jazzclub Blue Note. Ferner spielte er als Sideman in den Bands von Mark Whitfield und Dewey Redman, mit dem er 1996 Material für ein Album einspielte, das erst nach Redmans Tod erschien. 
Im Jahr 2004 erlitt Delano eine Rückenmarksverletzung, die eine Lähmung des linken Fußes zur Folge hatte und seine weitere Musikerkarriere gefährdete. Nach drei Jahren Rehabilitation ging er erneut auf Tourneen. 

## Diskographische Hinweise
- Peter Delano (Verve, 1993)
- Bite of the Apple (Polygram, 1994)
- For Dewey (Sunnyside, 1996, ed. 2008)